# Völkermarkter Stausee
Völkermarkter Stausee är en sjö i Österrike.   Den ligger i förbundslandet Kärnten, i den sydöstra delen av landet, 220 km sydväst om huvudstaden Wien. Völkermarkter Stausee ligger 389 meter över havet. Den ligger vid sjön Kleiner See.
I omgivningarna runt Völkermarkter Stausee växer i huvudsak blandskog. Runt Völkermarkter Stausee är det ganska glesbefolkat, med 47 invånare per kvadratkilometer.